# Slaterocoris severini
Slaterocoris severini är en insektsart som beskrevs av Knight 1970. Slaterocoris severini ingår i släktet Slaterocoris och familjen ängsskinnbaggar. Inga underarter finns listade i Catalogue of Life.